# 19066 Ellarie
19066 Ellarie este o planetă minoră (asteroid), cu un diametru de 2,711 km, din centura de asteroizi. A fost descoperită pe 29 septembrie 1973 la Observatorul Palomar de Cornelis Johannes van Houten. 
Obiectul prezintă o orbită caracterizată de o semiaxă mare de 2,713869 UAi, o excentricitate de 0,06, o înclinație de 3,62735 ° în raport cu ecliptica.